# Джуничиро Танидзаки
Джуничиро Танидзаки (на японски: 谷崎 潤一郎) е японски писател на произведения в жанра съвременен роман, драматург, преводач и сценарист.

## Биография и творчество
Джуничиро Танидзаки е роден на 24 юли 1886 г. в Нихонбаши, Токио, Япония. Семейството му притежава печатница, създадена от неговия дядо. Къщата от детството му е разрушена при земетресението в Токио през 1894 г., оставяйки отпечатък през целия му живот. Родителите му често го водят на театрални представления, което поражда в него влечение към драмата и традиционните японски изкуства. Учи в първото средно училище в Токио, където се запознава с поета Исаму Йоши. Заради влошаване на финансите на семейството се премества в друг район на Токио, а той работи като учител в друго сеймейство. Следва литература в Токийския университет, но през 1911 г. принуден да прекъсне поради невъзможност да плаща таксите.
Литературната му кариера започва през 1909 г. с публикуването на едноактна пиеса в литературно списание. Става известен с разказа си „Татуировката“ от 1910 г.
През 1918 г. обикаля Корея, Северен Китай и Манджурия. В началото на кариерата си писателят се увлича по Запада и всичко модерно. През 1922 г. се мести в пренаселения с имигранти Йокохама, обитава за кратко къща в западен стил и се отдава на бохемски живот. По това време той работи и като сценарист в японското нямо кино за студио „Тайкацу“.
Преломен момент в живота на Танидзаки се оказва голямото земетресение през 1923 г. в Токийския регион. Къщата му е напълно разрушена, както и редица архитектурни забележителности и културни паметници. Последиците променят изцяло нагласата на творческите му възгледи, като пренасочват влечението му от имагинерния Запад и модерното към японската естетика и култура на Канзайстия регион между Осака, Кобе и Киото.
Първият му роман след земетресението и негов първи истински успех е „Chijin no Ai“ (1924), представляващ трагикомична смесица от класа, сексуална обсебеност и културна идентичност. В следващия му роман „Бързи пясъци“ (1928) основна тема е лесбийството. В „Някои предпочитат коприва“ (1929) герой е млад мъж, който трябва да съвмести собствената си идентичност с влиянието на западната модернизация и японската традиция, развивайки темата за сблъсъка между културите.
Творчеството му достига своя връх в шедьовъра му „Сестрите Макиока“ (1943 – 1948). В него представя историята на четири сестри от заможна фамилия от Осака, чийто живот се изплъзва от техен контрол в навечерието на Втората световна война. Публикуването му е спряно от цензурата на Военното министерство и той я публикува на три части, първоначално чрез самиздат. През 1949 г. за романа е удостоен с Императорската награда.
След войната Танидзаки печели множество награди. През 1949 г. японското правителство го награждава с Ордена на културата, а през 1964 г. е избран за почетен член на Американската академия и институт за изкуства и литература, с което става първия японски почетен писател.
Първият му следвоенен роман е „Майката на капитан Шигемото“ (1949 – 1950), в който темата е Едиповият комплекс. Романът представя също и темата за сексуалността в напреднала възраст, която ще се повтори и в последните му два романа – „Ключът“ (1956) и „Дневникът на един луд старец“ (1961).
Две са основните теми в произведенията му. Едната е изследването на границите на еротизма в контекста на деструктивната сексуална обсебеност до оправданата перверзност и садомазохистичното удоволствие. Другата е моралният и културният интегритет, настъпващото влияние на Запада върху японската традиция, отразяването му в социалните отношения и семейните ценности. В произведенията му се съвместяват традиционният японски разказ и белетристичният експеримент. Те се характеризират като литературно търсене на „вечната жена“. Сложни, откровени и иронични, творбите му са многократно екранизирани.
Писателят е автор и на един от най-добрите преводи на съвременен японски език на класическата сага „Сказание за Генджи“.
Джуничиро Танидзаки умира от сърдечна и бъбречна недостатъчност на 30 юли 1965 г. в Югавара, Канагава.

## Памет
На негово име през 1965 г. е учредена престижна ежегодна литературна награда за най-добър роман или пиеса. Награденият автор получава възпоминателен плакет и 1 млн. йени.
През 1988 г. за живота и творчеството му е открит Мемориален литературен музей в град Ашия, в който са съхранени негови лични предмети и произведения. В залата към музея се провеждат литературни събития, свързани с писателя.

## Произведения
- 刺青 / Shisei (1910)
Татуировката: разкази и новели, изд.: ИК „Апостроф“, София (2016), прев. Вера Вутова-Стефанова, Дора Барова
- 恐怖 / Kyōfu (1913)
- 金と銀 / Kin to Gin (1918)
- 富美子の足 / Fumiko no ashi (1919)
- 私 / Watakushi (1921)
- 青い花 / Aoi hana (1922)
- 痴人の愛 / Chijin no Ai (1924)
- 友田と松永の話 / Tomoda to Matsunaga no hanashi (1926)
- 青塚氏の話 / Aotsukashi no hanashi (1926)
- 卍 Manji	Quicksand (1928 – 1930)
- 蓼喰う蟲 / Tade kuu mushi (1929)
- 吉野葛 / Yoshino kuzu (1931)
- 蘆刈 / Ashikari (1932)
- 春琴抄 / Shunkinshō (1933) – разкази
Портрет на Шункин, изд.: „Народна култура“, София (1982), прев. Вера Вутова
- 陰翳礼讃 / In'ei Raisan (1933) – документална книга за естетиката
- 武州公秘話 / Bushukō Hiwa (1935)
- 猫と庄造と二人の女 / Neko to Shōzō to Futari no Onna (1936)
- 細雪 / Sasameyuki (1943 – 1948)
- 少将滋幹の母 / Shōshō Shigemoto no haha (1949)
- 鍵 / Kagi (1956) – пиеса
Ключът, изд.: ИК „Обсидиан“, София (1994), прев. Дора Барова
- 幼少時代 / Yōshō Jidai (1957)
- 瘋癲老人日記 / Fūten Rōjin Nikki (1961)
Дневникът на един луд старец, изд.: ИК „Колибри“, София (2011), прев. София Бранц

### Екранизации
- 1920 Amachua kurabu – история
- 1920 Katsushika Sunako – кратък филм
- 1921 Hinamatsuri no yoru – сценарий
- 1921 Jasei no in
- 1922 Otsuya to Shinsuke – история
- 1924 Honmoku yawa – пиеса
- 1935 Shunkinsho: Okoto to Sasuke – по романа
- 1949 Chijin no ai – по романа
- 1950 Sasameyuki – по романа
- 1951 Oyû-sama – по романа „Ashikari“
- 1951 Genji monogatari
- 1952 Okuni to Gohei – история
- 1954 Shunkin monogatari – по романа
- 1956 Neko to Shôzô to futari no onna – по романа
- 1957 Ninjutsu gozen-jiai – история
- 1959 Sasameyuki – по романа
- 1959 Kagi – по романа
- 1960 Chijin no ai – по романа
- 1961 Okoto to Sasuke – история
- 1962 Fûten Rôjin nikki – по романа
- 1963 Daidokoro taiheiki – по романа
- 1964 Hakujitsumu – история
- 1964 Manji – по романа
- 1965 Akutô – история
- 1966 Irezumi – по романа
- 1967 Daraku suru onna – история
- 1967 Chijin no ai – по романа
- 1969 Oni no sumu yakata – пиеса
- 1972 Sanka – по романа
- 1974 Kagi – по романа
- 1976 Shunkinsho
- 1980 Naomi
- 1981 Hakujitsumu – по разказ
- 1983 Manji – по романа
- 1983 Oiran – по романа „Jimmen-so“
- 1983 Sasameyuki – по романа
- 1983 Ключът – по романа „Kagi“, със Стефания Сандрели
- 1983 Kagi – по романа
- 1985 The Berlin Affair – по романа „The Buddhist Cross“
- 1987 Hakujitsumu 2 – по разказа „Hakujitsumu“
- 1987 Dagboek van een oude dwaas – по романа
- 1997 Kagi – по романа
- 2006 Shisei – по разказа
- 2006 Manji – по романа
- 2007 Shisei: ochita jorôgumo – по разказа
- 2008 Shunkinshô – по романа
- 2009 Shisei: Seou onna – по разказа
- 2009 Shisei: Nihohi tsuki no gotoku
- 2009 Hakujitsumu – по разказа
- 2010 Bungo: Nihon bungaku shinema – ТВ сериал, 1 епизод
- 2014 The Key – по романа, с Дейвид Аркет
- 2017 Kami to hito tono aida – по разказа